# Lithosia hunanica
Lithosia hunanica är en fjärilsart som beskrevs av Daniel 1954. Lithosia hunanica ingår i släktet Lithosia och familjen björnspinnare. Inga underarter finns listade i Catalogue of Life.